# Дериглазов, Анатолий Фёдорович
Анато́лий Фёдорович Деригла́зов (1 января 1946, Курчатовский район — 4 июня 2012, Курск) — Генеральный директор ОАО «Курский завод КПД», Заслуженный строитель Российской Федерации, Депутат Курской областной Думы, Почётный гражданин города Курска (с 2009 года).

## Биография
Родился 1 января 1946 года в Курчатовском районе,  Курской области. Трудовую деятельность начал в 1964 году токарем Щигровского механического завода. 

С 1976 года работал слесарем на Курском домостроительном комбинате, начальником ремонтно-механического цеха, главным механиком. 

Умер 4 июня 2012 года после продолжительной болезни.

### Директорство
В декабре 1992 года завод КПД реорганизовался в открытое акционерное общество «Курский завод КПД». На собрании акционеров А. Ф. Дериглазов был избран генеральным директором. В этой должности Анатолий Федорович работал до самой смерти в июне 2012 года. Дериглазову удалось организовать стабильную работу коллектива в рыночных условиях, реконструировать имеющееся оборудование, увеличить число рабочих мест. Сейчас на предприятии работают около двух тысяч человек. Под его руководством предприятие превратилось в мощный строительный комплекс, осуществляющий полный цикл строительства: от изготовления конструкций до сдачи домов «под ключ». Впервые в Курске ОАО «Курский завод КПД» приступил к строительству каркасно-монолитных и монолитных жилых домов. На предприятии разработаны проекты жилых домов с поквартирным отоплением; более тысячи квартир, построенных по этим проектам, уже сданы в эксплуатацию. С каждым годом предприятие наращивало объемы жилищного строительства. В 2004 году было введено в эксплуатацию около 70 тыс. м² общей площади жилья, в 2007 году – более 100 тыс. м² жилья.
Между администрацией Курской области и ОАО «Курский завод КПД» было заключено Соглашение о сотрудничестве по реализации национального приоритетного проекта «Доступное и комфортное жилье – гражданам России», областных целевых программ. Предприятие стало одним из крупнейших налогоплательщиков города. За период с 2003 года в бюджет и внебюджетные фонды уплачено налогов на общую сумму свыше 1,6 млрд рублей. 

Курский завод КПД вошел в число 20 лучших строительных предприятий России. А.Ф. Дериглазов активно участвовал в деятельности попечительских советов по строительству и реконструкции в городе социально-значимых объектов.

### Общественная деятельность
А.Ф. Дериглазов был членом постоянного комитета по промышленной политике, строительству, транспорту и жилищно-коммунальному хозяйству; депутатом областной Думы четвертого созыва (2006 - 2011 гг.) по округу № 6. Также, депутат областной Думы пятого созыва (2011—2016 гг.) по округу № 6.

## Признание
В 2009 г. А.Ф. Дериглазову было присвоено звание «Почётный гражданин города Курска».
В 2014 году в Курске в честь Анатолия Дериглазова был назван проспект.